# Louis Crocq
Pour les articles homonymes, voir Crocq (homonymie).
Louis Crocq, né le 14 janvier 1928 à Asnières et mort le 8 juin 2022 à Fontenay-aux-Roses, est un psychiatre et docteur en psychologie, spécialiste des névroses de guerre.

## Biographie
Louis Crocq fait des études de médecine (1953) et obtient un doctorat en psychologie (1961). Il est psychiatre militaire en 1952 et agrégé en psychiatrie en 1974. Il prend sa retraite en 1987 en tant que médecin général des armées. Il ouvre ensuite les premières consultations pour victimes de traumatismes psychiques (1987, hôpital Saint-Antoine, puis en 1997, hôpital Necker).
Il a été président de la section de psychiatrie militaire et de catastrophes de l'Association mondiale de psychiatrie et fondateur de l'Association de langue française pour l’étude du stress et du trauma (ALFEST).
Il crée, avec les psychiatres Gérard Lopez et Patrice Louville, après l'attentat du RER Saint-Michel de 1995, des cellules d'urgence médico-psychologique (CUMP) qui prennent en charge les victimes d'attentats, d’accidents ou de catastrophes naturelles.
Ses publications portent sur la névrose traumatique et la névrose de guerre.

## Décorations
- Commandeur de la Légion d'honneur
- Médaille d'honneur de la santé et des affaires sociales, or (2012)[4]